# Scilla (mostro)
Scilla (in greco antico: Σκύλλα?, Skýlla) è un mostro marino della mitologia greca.
Secondo la versione più comune, Scilla è figlia delle divinità marine Forco e Ceto. Secondo la tradizione riportata dall'Odissea, invece, sua madre è la ninfa Crateide. Altre leggende la dicono nata da Forbate e da Ecate, oppure da quest'ultima e Forco. La si considerava anche figlia di Tifone ed Echidna, oppure di Zeus e di Lamia, a sua volta figlia di Poseidone.
Scilla viene descritta da Omero nell'Odissea, XII, 112, da Ovidio nei libri XIII-XIV delle Metamorfosi e da Virgilio nell'Eneide, III.

## Mito

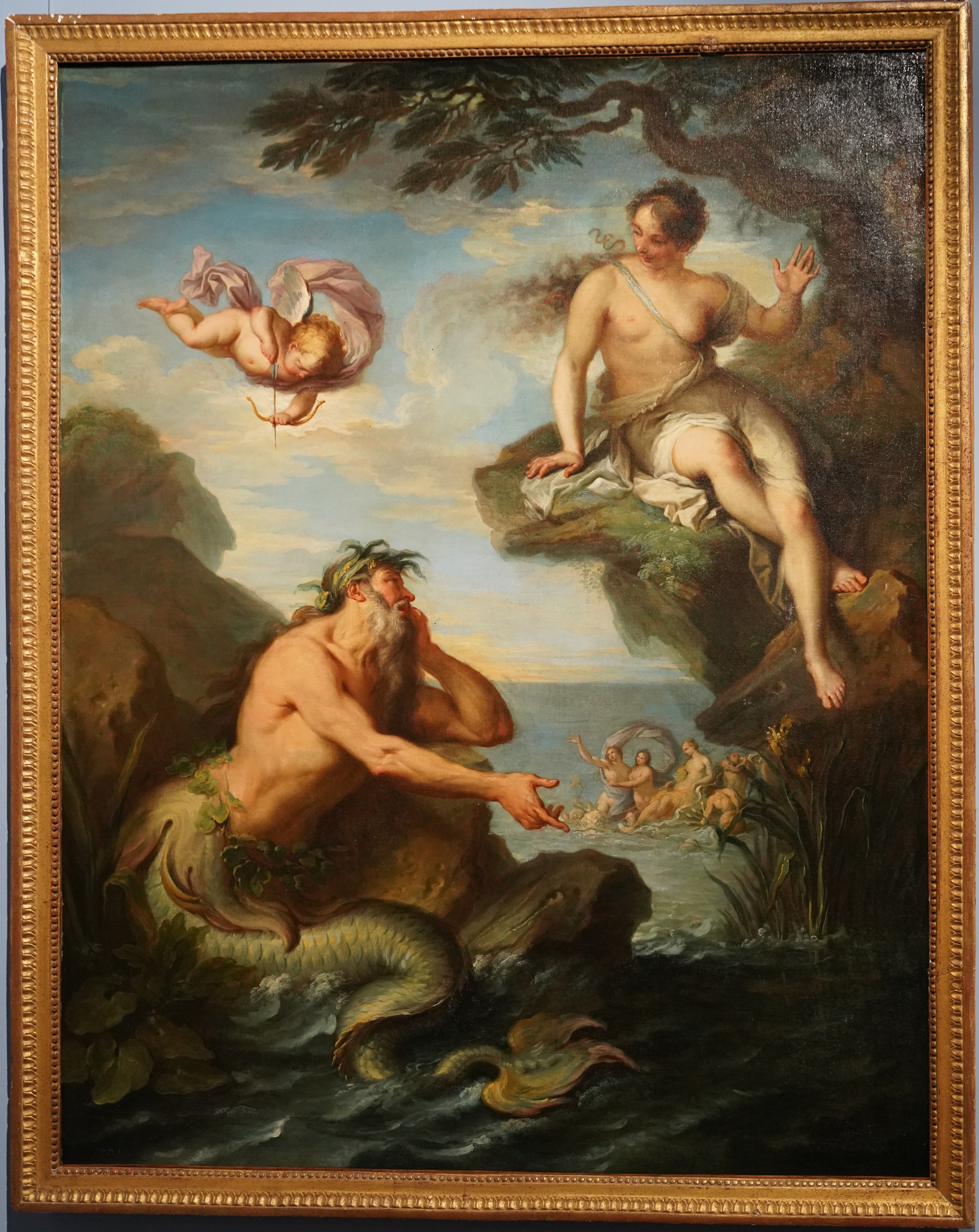
Glauco e Scilla in un dipinto di Jacques Dumont

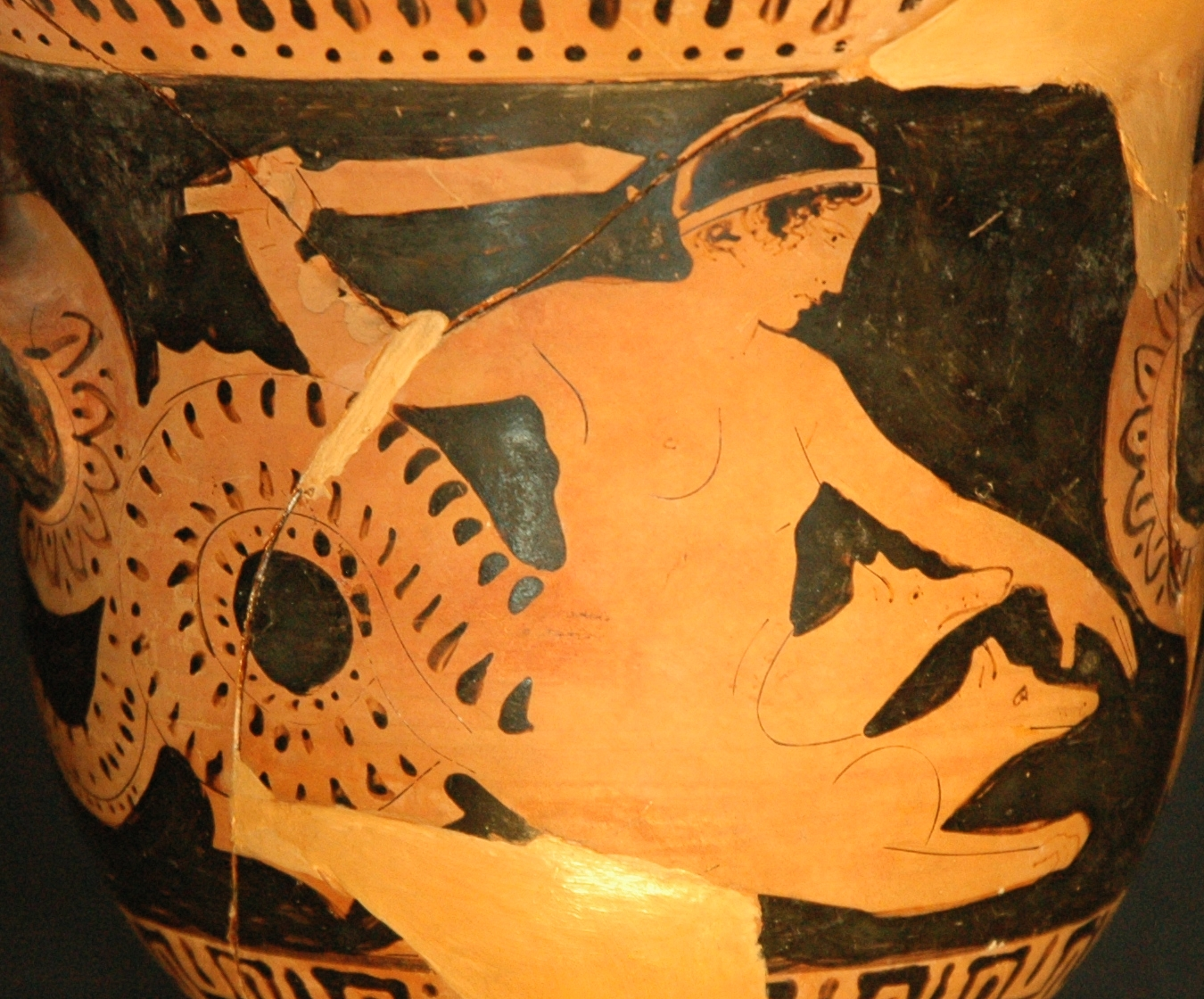
Cratere del 450-25 a.C. raffigurante Scilla con tronco di fanciulla (armata di spada), teste di cani feroci in vita e coda di mostro marino, oggi al Museo del Louvre.

Secondo Servio e Giovanni Tzetzes, Scilla era in origine una bellissima naiade di cui si sarebbe invaghito Poseidone; allora Anfitrite, sposa del dio del mare, la trasformò in un terribile mostro versando una pozione nello specchio d'acqua dove Scilla era solita fare il bagno.
Secondo quanto raccontato da Igino e Ovidio, in origine Scilla era una ninfa dagli occhi azzurri, che viveva in Calabria ed era solita recarsi sulla spiaggia di Zancle e fare il bagno nell'acqua del mare. Una sera, vicino alla spiaggia, vide apparire dalle onde Glauco, che un tempo era stato un mortale, ma oramai era un dio marino metà uomo e metà pesce. Scilla, terrorizzata alla sua vista, si rifugiò sulla vetta di un monte che sorgeva vicino alla spiaggia. Il dio, vista la reazione della ninfa, iniziò ad esclamare il suo amore, ma Scilla fuggì lasciandolo solo nel suo dolore. Allora Glauco si recò dalla maga Circe e le chiese un filtro d'amore per far innamorare la ninfa di lui, ma Circe, desiderando il dio per sé, gli propose di unirsi a lei. Glauco si rifiutò di tradire il suo amore per Scilla e Circe, furiosa per essere stata respinta al posto di una ninfa, volle vendicarsi. Quando Glauco se ne fu andato, preparò una pozione malefica e si recò presso la spiaggia di Zancle, versò il filtro in mare e ritornò alla sua dimora. Quando Scilla arrivò e s'immerse in acqua per fare un bagno, vide crescere molte altre gambe di forma serpentina accanto alle sue, che nel frattempo erano diventate uguali alle altre. Spaventata fuggì dall'acqua, ma, specchiandosi in essa, si accorse che si era completamente trasformata in un mostro enorme ed altissimo con sei enormi teste di cane lungo il girovita, un busto enorme e delle gambe serpentine lunghissime. Secondo alcuni dalla vita in su manteneva il corpo di una fanciulla, mentre per altri possedeva sei teste serpentine altrettanto mostruose. Per l'orrore Scilla si gettò in mare e andò a vivere nella cavità di uno scoglio vicino alla grotta dove abitava anche Cariddi.
Nel XII libro dell'Odissea, Circe consiglia a Ulisse di navigare più vicino a Scilla, perché Cariddi potrebbe affondare l'intera nave, suggerendogli anche di chiedere a Crateide, madre di Scilla, di impedire alla figlia di balzare sulle navi più di una volta. Ulisse naviga con successo nello stretto, ma quando lui e il suo equipaggio vengono momentaneamente distratti da Cariddi, Scilla cattura sei marinai e li divora vivi.
(Virgilio, Eneide, Libro III, 675-694, versione di Annibale Caro)
Secondo un mito più tardo, riportato da Tzetzes e da Eustazio di Tessalonica, in seguito Eracle uccise Scilla dopo averla incontrata durante uno dei suoi viaggi, ma il padre di lei Forco pose sul suo corpo delle torce fiammeggianti che la riportarono in vita.

## Cultura di massa

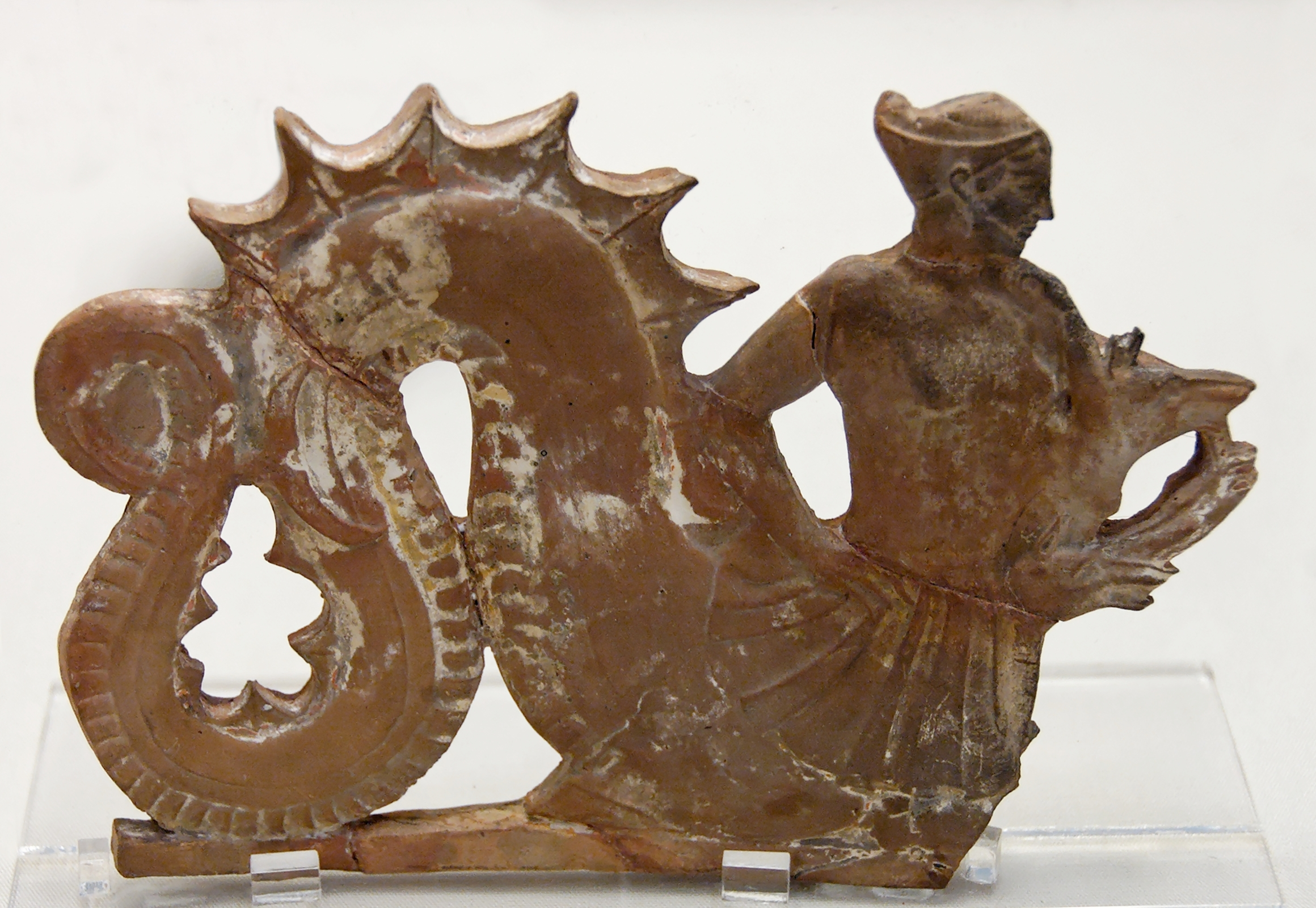
Placca di terracotta raffigurante Scilla, Melos, anni 460 a.C., oggi al British Museum.

- Nel videogioco Age of Mythology Scilla appare come unità mitica dei greci ed è la controparte acquatica dell'idra: entrambi i mostri hanno in comune l'abilità di acquisire più teste ogni volta che uccidono unità nemiche.
- In God of War: Ghost of Sparta è il mostro da sconfiggere e si presenta corazzato con tentacoli sul torace.
- Appare in C'era una volta... Pollon
- Io di Scilla, uno dei sette Generali degli abissi del manga dell'anime e manga I Cavalieri dello zodiaco, indossa un'armatura ispirata a Scilla.
- Nella serie TV Prison Break, Scilla è il progetto della compagnia nella quale si incentra tutta la quarta stagione. È un progetto di livello mondiale ed è rappresentata da 6 schede
- In Castlevania: Symphony of the Night, titolo per PSX della Konami che riprende molte figure mitologiche e della narrativa, Scilla è uno dei boss del gioco, al termine di uno stage percorrendo il quale si deve evitare di rimanere sommersi dall'acqua che sale e scende. Il suo aspetto è quello di una donna fino al busto e, al di sotto, un groviglio di enormi serpenti e cani feroci.
- Nel MOBA Smite Scilla (col nome di Scylla dato che il gioco è interamente in inglese) appare, ma è rappresentata come una bambina e non come una ninfa, i suoi poteri tuttavia derivano dalle teste di cane attaccate al suo corpo tramite un collo serpentino, proprio come racconta il mito.
- In Percy Jackson e gli dei dell'Olimpo - Il mare dei mostri. Nel film viene solo menzionata, mentre nel romanzo ghermisce alcuni dei soldati-zombie della nave di Clarisse mentre lei, Percy ed Annabeth stanno attraversando lo Stretto.
- In Godzilla II - King of the Monsters e in Godzilla x Kong: The New Empire appare un mostro di nome Scylla, ispirato in parte alla creatura mitologica (nei film Scylla si presenta come una ammonite con le zampe da granchio).
- In Circe di Madeline Miller, possiamo trovare la storia di come la maga abbia trasformato l'aitante ninfa nel mostro mitologico.
- In Epic: The Musical, appare nella canzone Scylla e viene citata nelle canzoni Suffering e God Games.
- In Hades 2, appare nella battaglia alla fine della regione delle fogne dell'oltretomba.